# Boscia rotundifolia
Boscia rotundifolia là một loài thực vật có hoa trong họ Capparaceae. Loài này được Pax mô tả khoa học đầu tiên năm 1892.